# Permís de conducció europeu
El permís de conducció europeu és un document vàlid en els estats membres de l'Espai Econòmic Europeu (EEE) (Unió Europea, Islàndia, Liechtenstein i Noruega).

## Cronologia
2003, la Comissió Europea adopta la proposició sobre el  Permís de conducció europeu .
2005, el Parlament Europeu dona la seva aprovació al projecte.
2006, els ministres de transport dels estats de la Unió signen l'acord.

## Característiques
El format del permís és similar al d'una targeta de crèdit, compta amb un circuit integrat en el qual s'emmagatzema la informació sobre el conductor, facilitant el seu ús en l'àmbit europeu.
El nou permís substitueix els més de 100 models existents i serà obligatori en un termini màxim de sis anys a partir de 2006.
La Directiva disposa que a partir dels 50 anys, les autoritats nacionals podran augmentar la freqüència amb què el document haurà de ser renovat.

### Galeria

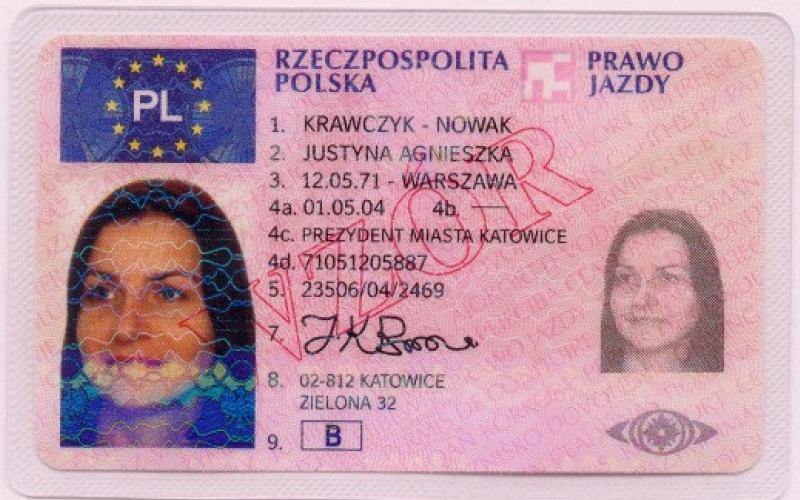
Polònia
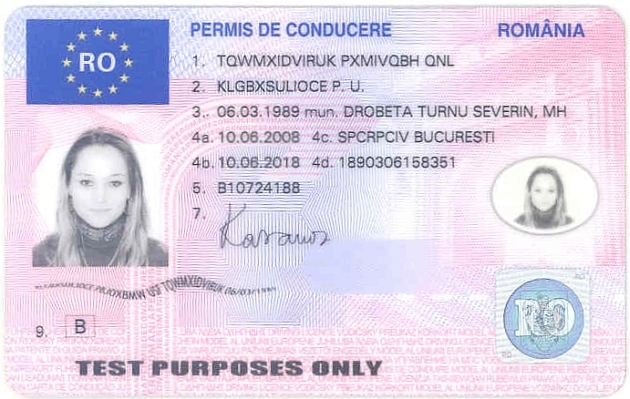
Romania
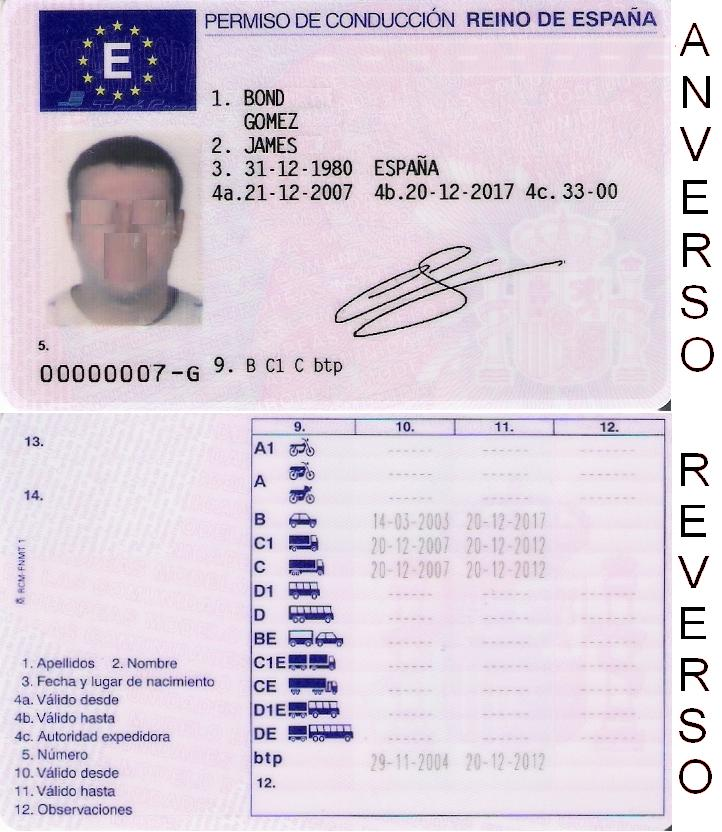
Espanya

### Exemple de llicència
| Versió alemanya del permís de conduir europeu | Versió alemanya del permís de conduir europeu | |
| --------------------------------------------- | --------------------------------------------- | --- |
|                                               |                                               | 1. Cognoms 2. Nom 3. Data i lloc de naixement 4. A) Vàlid des b) Vàlid fins c) Autoritat expedidora 5. Nom 6. Vàlid des de 7. Vàlid fins 8. Observacions |

## Motocicletes
Per una motocicleta potent s'estipula l'accés gradual als permisos de conducció.